# Begær
Det at begære er et stærkt ønske om at eje eller råde over noget. Der kan være tale om materialistiske objekter, men også immaterielle objekter såsom en service, gestus eller handling kan være begæret. Af den årsag henvises der ofte til et seksuelt begær, der kan bunde i en liderlighed.
Begær har i historisk været forbundet med en række negative konnotationer. Det er blandt andet set som et udtryk for manglende selvkontrol og underbevidsthed, der ligger uden for et menneskes frie rationalitet. Eksempelvis har det at forbryde sig mod de syv dødssynder været set som udtryk for at handle på sit begær.

## Begær i psykoanalysen
Psykoanalytikeren Jacques Lacan definerer begær som det, der er tilbage, når behov trækkes fra ønsker. Lacan definerer behov som de ting, mennesket som biologisk væsen afhænger af for at leve, og ønsker er den kommunikative handlinger, mennesker gør sig for at opnå noget. Det viser sig imidlertid, at mennesker formulerer ønsker, som ikke direkte bunder i biologiske behov, og det efterlader en del af ønskerne som udtryk for begær. Ifølge Lacan er dette begær et udtryk for den ubevidste måde, et menneskes ønsker og krav udformes.